# Hans Georg Anscheidt

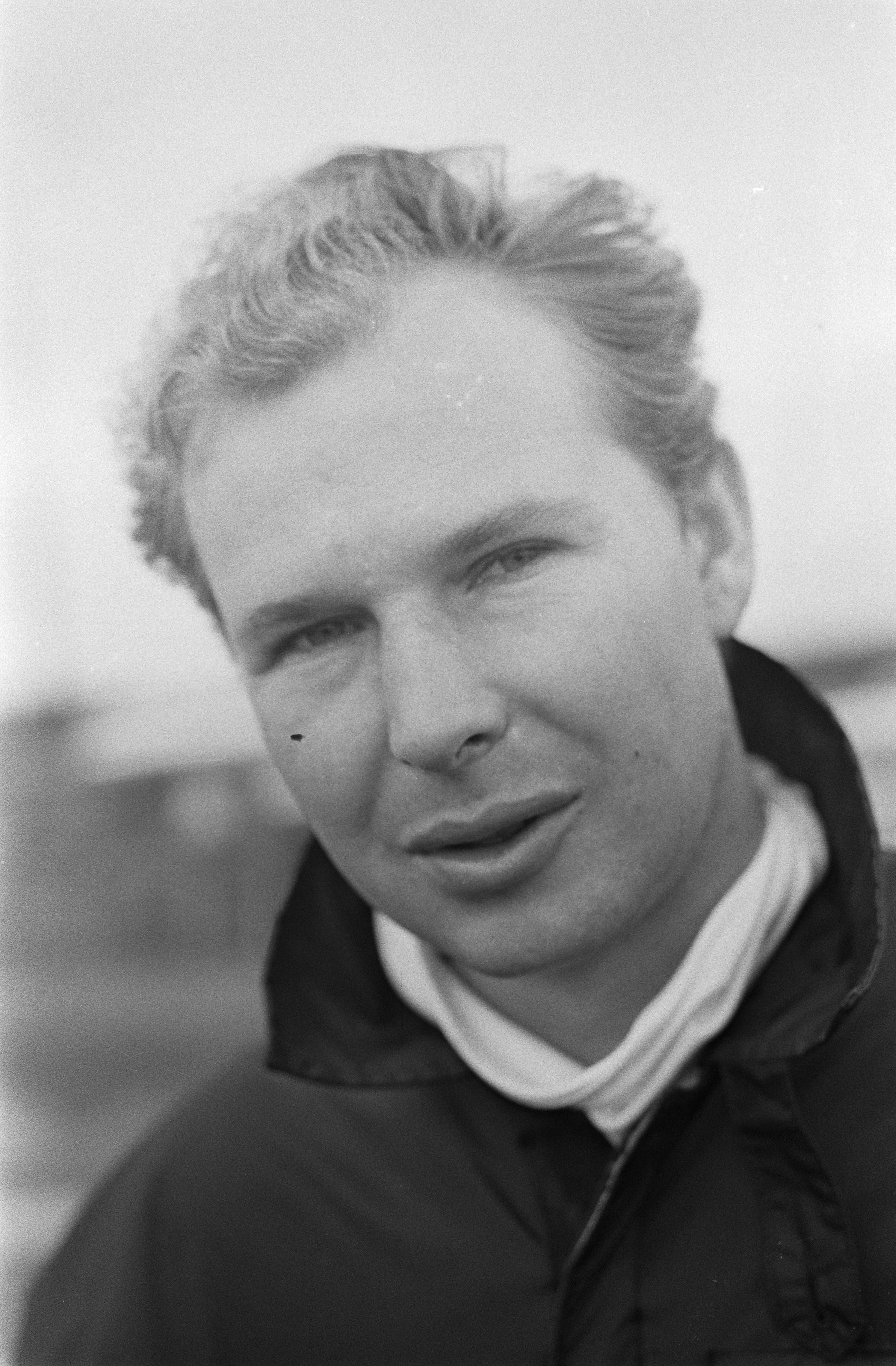
Hans Georg Anscheidt, 1968

Hans Georg Anscheidt (* 23. Dezember 1935 in Königsberg (Preußen), heute Kaliningrad) ist ein ehemaliger deutscher Motorradrennfahrer.

## Karriere
Anscheidt, der eine Ausbildung als Kraftfahrzeug-Schlosser hat, war mit seiner Größe von 166 cm als Rennfahrer für die kleinen Hubraumklassen besonders geeignet.
Hans Georg Anscheidt begann seine Karriere auf Kreidler-Rennmaschinen in der 50-cm³-Klasse. 1961 wurde er 50er-Europameister auf Kreidler.
In den Jahren 1966, 1967 und 1968 wurde Anscheidt auf Suzuki in der 50-cm³-Klasse Motorrad-Weltmeister.
Für den Gewinn der Weltmeisterschaft wurde er am 3. Februar 1967 mit dem Silbernen Lorbeerblatt ausgezeichnet.
Insgesamt gewann er 14 Motorrad-Grands-Prix und daneben in den Jahren 1962 bis 1968 siebenmal in der 50-cm³-Klasse sowie 1966 und 1967 in der 125-cm³-Klasse die Deutsche Motorrad-Straßenmeisterschaft.
1976 wurde Hans Georg Anscheidt für seine großartigen sportlichen Leistungen von dem afrikanischen Staat Äquatorialguinea mit einer Sonder-Briefmarke geehrt.

## Statistik

### Erfolge

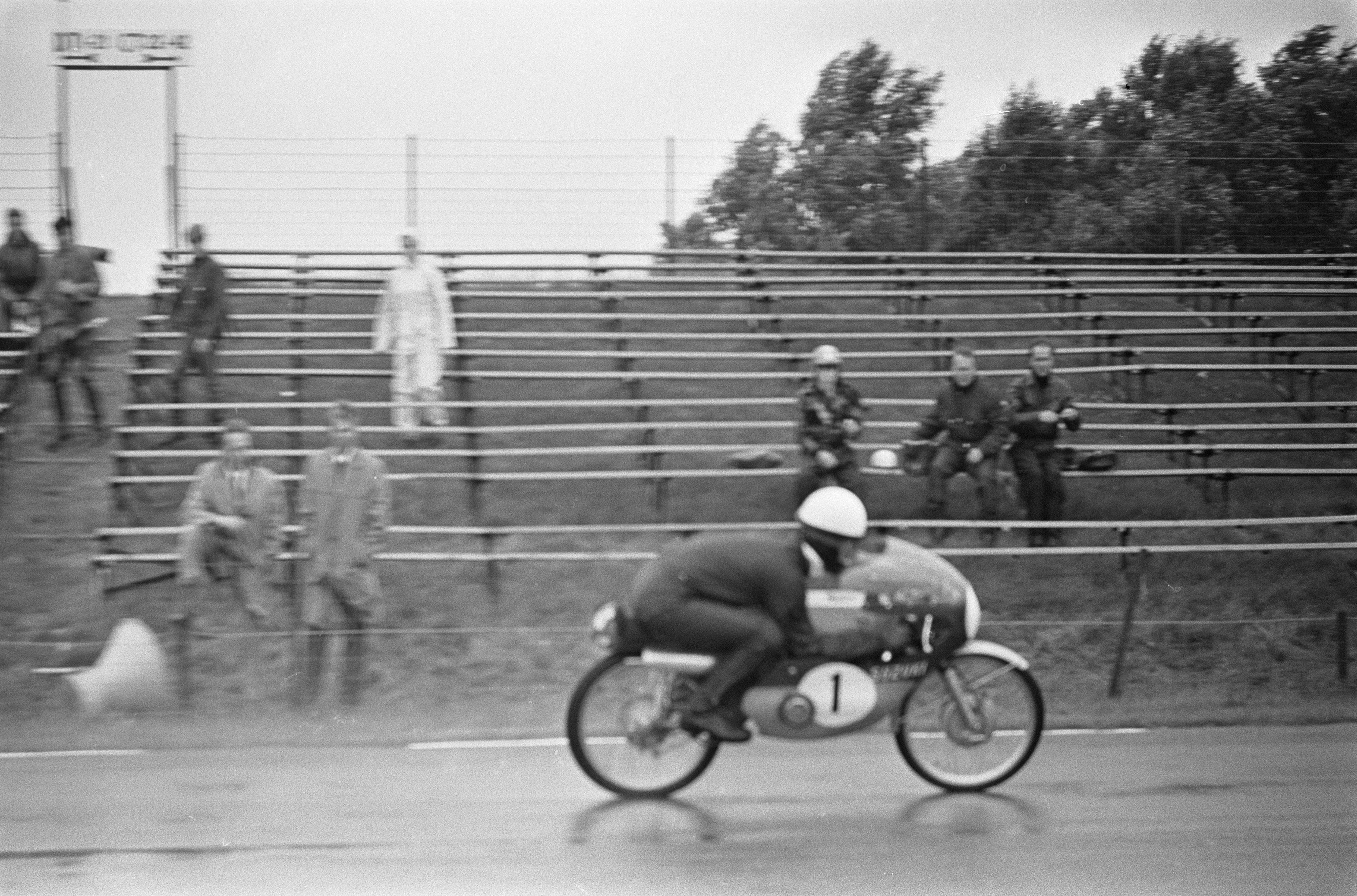
Hans Georg Anscheidt (1968)

- 1961 – 50-cm³-Europameister auf Kreidler
- 1962 – 50-cm³-Vize-Weltmeister auf Kreidler
- 1963 – 50-cm³-Vize-Weltmeister auf Kreidler
- 1964 – 50-cm³-WM-Dritter auf Kreidler
- 1966 – 50-cm³-Weltmeister auf Suzuki
- 1967 – 50-cm³-Weltmeister auf Suzuki
- 1968 – 50-cm³-Weltmeister auf Suzuki
- 14 Grand Prix-Siege
- Deutscher 50-cm³-Meister: 1962, 1963, 1964, 1965, 1966, 1967, 1968
- Deutscher 125-cm³-Meister: 1966, 1967

### Ehrungen
- Aufnahme in die MotoGP Hall of Fame

## Verweise